# Одинцовка (Алтайский край)
Одинцовка — село в Алтайском крае России. Входит в состав городского округа город Бийск.

## География
Расположено к юго-западу от Бийска. Около Одинцовки реки Бия и Катунь сливаются, и превращаются в реку Обь, крупнейшую реку в России.
Географическое положение
Расстояние до районного центра Бийск — 15 км, до областного центра Барнаул — 130 км.
Ближайшие населённые пункты
Фоминское 3 км, Верх-Обский 5 км, Сорокино 5 км, Песчаное 7 км, Линевский 8 км, Нефтебаза 8 км, Иконниково 9 км, Савиново 10 км, Катунское 11 км, Смычка 12 км, Старотырышкино 12 км, Сафоновка 13 км, Усть-Ануй 14 км, Речной 14 км, Красный Маяк 14 км
уличная сеть
состоит из 15 географических объектов: 2-я Надеждинская ул., Александровская ул., Весенний пер., Надеждинская ул., Новосёлов ул., Овощесовхоз, Покровская ул., Правобережная ул., Преображенская ул., Рождественская ул., Российская ул., Цветочный пер., Шоссейная ул., Энергетиков ул., Яблоневый пер.

## Население
| 1997 | 1998 | 1999 | 2000 | 2001 | 2002 |
| ---- | ---- | ---- | ---- | ---- | ---- |
| 358  | ↘348 | ↗386 | ↘344 | ↗353 | ↘351 |
| 2003 | 2004 | 2005 | 2006 | 2007 | 2008 |
| ↗422 | ↗441 | ↘320 | ↗412 | ↗424 | ↘422 |
| 2009 | 2010 | 2011 | 2012 | 2013 |      |
| ↘391 | ↘386 | →386 | ↗402 | ↘401 |      |

## Инфраструктура
Церковь Александра Невского в Одинцовском Посаде

## Транспорт
Выезд на автодорогу регионального значения 01 ОП М3 01Н-0401 Бийск — Фоминское.
Проселочные дороги.